# ابوعلی مسکویه
ابوعلی احمد بن محمد بن یعقوب، معروف به ابن مسکویه، شخصیتی چندوجهی و تأثیرگذار در تاریخ و تمدن اسلامی است. او در دورانی زندگی می‌کرد که به عصر طلایی اسلام شناخته می‌شود و در زمینه‌های مختلفی مانند فلسفه، تاریخ، اخلاق و ادبیات صاحب نظر بود. ابن مسکویه در حدود سال ۳۱۱ هجری قمری (۳۹۵ میلادی) در نزدیکی ری، ایران به دنیا آمد و در طول حیاتش، در زمان آل بویه و در مراکز فکری مانند اصفهان و بغداد، به فعالیت‌های علمی و تحقیقاتی پرداخته است. او به دلیل موقعیت خود در آن دوران، توانست از فرصت‌های زیادی برای نوشتن و پژوهش بهره‌برداری کند و آثار مهمی از خود به جای بگذارد. آثار وی در میان روشنفکران قرن‌های دهم و یازدهم تأثیرگذار بود و جایگاه والایی در تاریخ تفکر اسلامی دارد. وی در نهم صفر سال ۴۲۱ هجری قمری (۱۶ فوریه ۱۰۳۰ میلادی) درگذشت.

## زندگی
ابن‌ مسکویه در حدود ۳۲۰ یا ۳۲۶ هجری در شهر باستانی مشکویه متولد شد. در همان کودکی علومِ مقدماتی را فراگرفت، و به‌سرعت در طبیعیات و الهیات و ریاضیات و طب عالمی سرشناس شد. مسکویه، رئیس صدارت و خزانه داری و نویسنده و دانشمند ایرانی در دوره آل بویه، از نوادگان زرتشتی‌مذهب بود که به اسلام گروید. او در تاریخ، کلام، فلسفه و پزشکی آثار متعددی را به زبان عربی تألیف کرده است. نام او به صورت‌های «ابن مسکویه» و «مسکاویه» در منابع آمده است. اطلاعات زیادی دربارهٔ اوایل زندگی‌اش در دست نیست، اما به احتمال زیاد در ری به دنیا آمده و در دوران جوانی به عنوان کاتب در دربار امیر معز الدوله خدمت می‌کرد.
مسکویه پس از سال‌ها خدمت در بغداد، در دربار وزیر بزرگ آل بویه، ابن العمید، مشغول به کار شد و به نگهداری اسناد دولتی و تربیت فرزند او پرداخت. پس از فوت ابن العمید، به خدمت پسرش ابوالفتح ادامه داد و در سال ۳۶۴ هجری برای خدمت به آل بویه به بغداد رفت.
او همچنین در دربار عضدالدوله در شیراز به عنوان مقام مالی خدمت کرد و در مسائل مالی و تاریخ مالیات و نظام اقطاع تأکید داشت. پس از مرگ عضدالدوله، احتمالاً به خدمت صامصام الدوله درآمد.
دوره‌هایی از زندگی او از سال ۳۷۵ هجری به بعد مبهم است و به نظر می‌رسد زندگی او تحت تأثیر اعدام ابن سعدان و وقایع سیاسی دیگر بوده است. مسکویه تاریخ «تجارب الامام» خود را تا سال ۳۷۹ هجری گسترش داد و آثارش به منبعی ارزشمند در مورد سیاست‌های اجتماعی و اقتصادی آن زمان تبدیل شده است. صاحب روضات در کتاب خود مدفن ابن‌ مسکویه را در محلهٔ خواجوی اصفهان می‌نویسد و می‌گوید: قبر او در زمان ما معروف است. ظاهراً محل قبر او در باغ مقابل امام‌زاده باقر در محلهٔ خواجو بوده است و اکنون آثار آن از بین رفته است. محمّد صدرهاشمی در مقالهٔ خود در مجلهٔ یادگار مدعی است که امام‌زاده باقر همان قبر ابن‌ مسکویه بوده که در زمان ناصرالدین‌شاه آن را به‌عنوان امام‌زاده باقر شهرت دادند.

## مبانی فکری ابن مسکویه
علاقه‌های فلسفی ابن مسکویه عمدتاً بر محور اخلاق و تفکر سیاسی متمرکز بود. او فلسفه را به عنوان «آموزش حقیقی» و «راه رستگاری» می‌دانست و معتقد بود انسان باید ابتدا با ادب دینی تربیت شود. پس از آن، مطالعه آثار اخلاقی و حکمی ضروری است تا فضایل و آداب در نفس فرد نهادینه شود. ابن مسکویه مراحل تحصیل را به ترتیب حساب و هندسه و در نهایت فلسفه مطرح می‌کند که برای دستیابی به سعادت نهایی اهمیت دارد.
او تأکید دارد که انسان به عنوان موجودی اجتماعی برای بقا نیازمند دیگران است و انزوا فضیلت محسوب نمی‌شود. به اعتقاد او، هر علمی مبادی‌ای دارد که بر اساس آن فهمیده می‌شود و این مبادی به اخلاق مربوط می‌شود. فضیلت نفس به شوق و میل به علم و دوری از افعال جسمانی وابسته است.
ابن مسکویه پس از بررسی تجربیات ملل مختلف به این نتیجه رسید که عقل در زمان‌ها و مکان‌های مختلف به امور مشابهی حکم می‌کند، و از این رو انسان می‌تواند قواعد منطق، اخلاق، سیاست و مابعدالطبیعه را شناسایی کند. او در آثارش، مانند «تهذیب اخلاق»، بر طلب حکمت، جهاد با نفس، و اعتدال تأکید می‌کند.
تفکر او تحت تأثیر فلسفه‌های ارسطو و افلاطون است و او به اندرزنامه‌های ملل گوناگون توجه داشت. ابن مسکویه معتقد بود که کسانی که خود را تربیت کنند و تحت تأثیر عقل قرار گیرند، می‌توانند به درک و فهمی مشابه حکیمان و پیامبران برسند و بر لزوم اعمال عدالت تأکید دارد. ابن مسکویه، از لحاظ فلسفی، به عنوان حکیم اخلاق‌گرا شناخته می‌شود و در دیگر شاخه‌های علم نیز به اصول اخلاق توجه خاصی دارد. او در نوشتن تاریخ، اهمیت اخلاق را برجسته کرد و تلاش داشت انسان را به سعادت تام اخلاقی رهنمون کند.
رویکرد او در پیش‌گیری باعث شد او را از جمله مورخانی مسلمان پیشرو در طریق علمی تاریخ و در شمار پیشگامان فلسفه تاریخ محسوب کرد. ابن مسکویه توانست اندیشه ایرانی را با فلسفه یونانی و اصول دین اسلام هماهنگ سازد و در دیدگاه او، دیانت بر اساس «انس طبیعی» یا «جامعه‌پذیری طبیعی» تفسیر می‌شود.
ابن مسکویه بر هماهنگی علم و عمل تأکید دارد و معتقد است علم و عمل قرینان یکدیگر باشند. او در کتاب «تهذیب الأخلاق» و «تطهیر الاعراق» فلسفه و اخلاق خود را مطرح کرده است که بعد از وی ملاک بسیاری از علمای اخلاق از جمله ابوحامد غزالی، خواجه نصیرالدین طوسی، جلال‌الدین دوانی و دیگر علمای اخلاق شد.

## مولفه‌های تمدن ساز مظومه فکری ابن مسکویه

### علم و حکمت
ابن مسکویه یک فیلسوف و حکیم ایرانی در قرن چهارم و پنجم هجری است که در شاخه حکمت عملی و نظری به فعالیت می‌پرداخت. وی یک طبقه‌بندی جامع و دقیقی از علوم به وجود آورد که بر اساس مراتب سعادت انجام شده است.
طبقه‌بندی علوم
ابن مسکویه علوم را به دو بخش نظری و عملی تقسیم می‌کند. بخش نظری شامل:
1. منطق: ابن مسکویه بر اهمیت برهان و منطق در فراگیری علوم تصریح می‌کند. او معتقد است که برهان و منطق ابزار مناسب برای دستیابی به حکمت هستند.
2. ریاضیات: ابن مسکویه ریاضیات را به عنوان یکی از شاخه‌های علوم نظری می‌داند.
3. طبیعت‌فلسفه: ابن مسکویه علوم طبیعی و فلسفه‌ری را به عنوان یکی از شاخه‌های علوم نظری می‌داند.
4. مابعدالطبیعه: ابن مسکویه شاخه مابعدالطبیعه را به عنوان یکی از شاخه‌های علوم نظری می‌داند.

بخش عملی نیز شامل:
1. اخلاق: ابن مسکویه به جنبه‌های اخلاقی و تربیتی علوم تأکید می‌کند.
2. تدبیر منزل: ابن مسکویه به تدبیر منزل و اداره امور زندگی تأکید می‌کند.
3. سیاست مدنی: ابن مسکویه به سیاست مدنی و اداره امور جامعه تأکید می‌کند.

طبقه‌بندی حکمت
ابن مسکویه حکمت را به دو بخش نظری و عملی تقسیم می‌کند. بخش نظری شامل منطق و ریاضیات است و بخش عملی شامل اخلاق، تدبیر منزل، و سیاست مدنی است.
در بخش نظری، ابن مسکویه به برهان و منطق تأکید می‌کند و معتقد است که برهان و منطق ابزار مناسب برای دستیابی به حکمت هستند. وی همچنین علوم طبیعی و فلسفه ری را به عنوان شاخه‌های علوم نظری می‌داند.
در بخش عملی، ابن مسکویه به جنبه‌های اخلاقی و تربیتی علوم تأکید می‌کند و معتقد است که انسان باید به انجام وظایف اخلاقی و سپس به فراگیری حساب و هندسه بپردازد تا به سعادت نهایی برسد.
در کل، ابن مسکویه طبقه‌بندی علوم را بر مبنای سعادت انجام داده است و آن را شامل درجات مختلفی می‌داند که برای رسیدن به کمال سعادت باید علم و عمل هماهنگ و توأمان با یکدیگر شوند.
تأثیر ابن مسکویه
ابن مسکویه تأثیر زیادی بر حکمت و فلسفه ایرانی داشته است. وی یک مکتب فکری قدرتمند ایجاد کرد و بسیاری از متفکران و حکیم‌های ایرانی از آثار او الهام گرفته‌اند.

### اخلاق
اخلاق فضیلت‌محور ابن مسکویه:
ابن مسکویه در حوزه اخلاق، رویکردی فضیلت‌محور دارد. او معتقد است که هدف اخلاق، دستیابی به فضایل اخلاقی و پرهیز از رذایل است.
- ارزش ذاتی فضیلت: از دیدگاه ابن مسکویه، فضیلت علاوه بر اینکه ابزاری برای رسیدن به سعادت است، دارای ارزش ذاتی نیز هست؛ یعنی، انجام کار خوب، ذاتاً ارزشمند است و صرفاً به خاطر نتیجه آن نیست.
- قصد اول برای فضیلت: ابن مسکویه بر این باور است که وقتی انسان کاری را انجام می‌دهد، باید قصد اولش خود فضیلت و خیر باشد، نه صرفاً کسب منافع شخصی یا رسیدن به نتایج بیرونی. او قصد ثانی را رسیدن به نتایج بیرونی مثل کمک به دیگران می‌داند، اما بر این باور است که قصد اول باید خود فضیلت و خیر باشد.
- غلبه بر خواهش‌های نفسانی: برای دستیابی به فضایل، انسان باید بر خواهش‌های نفسانی و تمایلات مادی خود غلبه کند. ابن مسکویه معتقد است که این خواهش‌ها مانع رسیدن انسان به کمال اخلاقی هستند.
- معرفت الهی و آداب دینی: او معرفت الهی و پایبندی به آداب دینی را راهی برای دستیابی به فضایل و کمال اخلاقی می‌داند. به نظر او، ایمان به خداوند و عمل به دستورهای دینی، انسان را در مسیر درست هدایت می‌کند.

### اجتماع
دیدگاه ابن مسکویه در مورد رابطه انسان، اجتماع، اخلاق و سعادت:
انسان، مدنی بالطبع:
- هم‌رای با ارسطو: ابن مسکویه مانند ارسطو، انسان را «مدنی بالطبع» می‌داند؛ یعنی طبیعت انسان به گونه‌ای است که برای رسیدن به کمال و سعادت، نیازمند زندگی در اجتماع است.
- نفی عزلت‌گزینی: او با گوشه‌نشینی و عزلت‌گزینی مخالف است و معتقد است که زاهدانی که به کوه‌ها و غارها پناه می‌برند، به دلیل دوری از جامعه، به توحش نزدیک شده و از فضایل اخلاقی دور می‌مانند.
- نیاز به اجتماع برای کمال: ابن مسکویه بر این باور است که انسان برخلاف حیوانات، برای تکمیل ذات خود نمی‌تواند تنها به خود متکی باشد و نیازمند همراهی و تعامل با دیگران است.

سعادت در اجتماع:
- وابستگی سعادت فردی به سعادت جمعی: سعادت فردی به عنوان بخشی از سعادت کلی جامعه، تنها در بستر اجتماع و «مدینه» امکان‌پذیر است.
- توزیع خیرات: به دلیل اینکه خیرات انسانی و ملکات نفس بسیارند، لازم است که افراد زیادی به عمل به این فضایل قیام کنند تا خیرات و سعادت‌ها میان آنها توزیع شود و هر کس سهمی داشته باشد.
- کمال با یاری دیگران: هر فردی با یاری دیگران و در تعامل با جامعه می‌تواند به کمال انسانی و سعادت دست یابد.

اهمیت حکمت عملی و اخلاق مدنی:
- تمایز ابن مسکویه: پرداختن به فلسفه اخلاق و تبیین اخلاق مدنی، ویژگی بارز اندیشه ابن مسکویه است و او را در حکمت عملی و اخلاق متمایز می‌سازد.
- انسان کامل در تعامل: به نظر ابن مسکویه، ویژگی‌های انسان کامل تنها در سایه تعامل جمعی امکان‌پذیر است و فرد منزوی نمی‌تواند به سعادت و فضیلت دست یابد.
- فعلیت فضایل در تعامل: فضایل امور وجودی هستند که در زمان تعامل انسان با دیگران به فعلیت می‌رسند.

زهد و مدنیت:
- زهد اجتماعی: زهد از نظر ابن مسکویه امری عدمی نیست که با عزلت به آن برسیم، بلکه در دل مدنیت و در تعامل با جامعه شکل می‌گیرد.
- رابطه اخلاق و اجتماع: همه مقوله‌های اخلاقی و فضیلت‌محور، با رویکرد اجتماعی به فعلیت می‌رسند.

شریعت و انس مدنی:
- عبادات جمعی: عباداتی مانند نماز جمعه و جماعات، و حج، به دلیل تأکید بر حضور جمعی مؤمنان، برای ایجاد «انس مدنی» که ریشه در طبیعت انسان دارد، طراحی شده‌اند.
- تعادل و همکاری: انسان‌ها با این عبادات، بر اساس طبیعت مدنی خود سیر کرده و برای جبران کاستی‌ها و دستیابی به خیرات مشترک، به تعادل و همکاری با دیگران می‌پردازند.
- نیاز به سیاست و حکومت: صرف اجتماع، اهداف ذکر شده را تأمین نمی‌کند و به سیاست، دولت و حکومت نیاز است.

به‌طور خلاصه:
ابن مسکویه انسان را موجودی مدنی بالطبع می‌داند که برای رسیدن به سعادت و کمال، نیازمند زندگی در اجتماع و تعامل با دیگران است. او با رد عزلت‌گزینی، بر اهمیت اخلاق مدنی و نقش اجتماع در فعلیت یافتن فضایل اخلاقی تأکید می‌کند. همچنین، معتقد است که شریعت با تأکید بر عبادات جمعی، به دنبال برقراری «انس مدنی» و تحقق اهداف انسانی در اجتماع است. برای رسیدن به اهداف مدنی و اجتماعی، وجود سیاست و حکومت لازم است.

### سیاست
دیدگاه ابن مسکویه در مورد سیاست، حکومت و رابطه آن با اجتماع:
سیاست:
- تعریف: سیاست در اندیشه ابن مسکویه به معنای تدبیر انسان برای تأمین مصالح اجتماعی و رسیدن به سعادت دنیوی و اخروی است.
- جایگاه: سیاست در منظومه فکری ابن مسکویه، در ارتباط با شریعت، فلسفه، اخلاق و تاریخ قرار دارد و نقش مهمی در این منظومه ایفا می‌کند.
- ضرورت: انسان بدون اجتماع نمی‌تواند به زندگی ادامه دهد و اجتماع و تعاون در سایه «سیاست» است که کارکرد پیدا می‌کند.

انواع اهداف اجتماع و سیاست:
- صرف عیش: اجتماع و سیاستی که صرفاً برای تأمین نیازهای اولیه و لذت‌های زندگی است.
- حسن عیش: اجتماع و سیاستی که برای رسیدن به زندگی بهتر و آسایش بیشتر است.
- تزیین عیش: اجتماع و سیاستی که برای کمال و تعالی بخشیدن به زندگی است.
- سیاست برتر: ابن مسکویه سیاست برتر را در تحقق هر سه هدف بالا می‌داند، که این امر تنها در سایه سازمان سیاسی و تشکیلات حکومتی امکان‌پذیر است.

ضرورت حکومت:
- عقلی: ابن مسکویه بر اساس ضرورت عقلی به وجود دولت، حکومت، ملک، سلطنت، ولایت و قیم‌الجماعه تأکید می‌کند.
- متغیر: او دولت و حکومت را اموری متغیر و تابع مقتضیات زمان می‌داند که گاهی در سطح مدینه و گاهی در قالب مملکت مطرح می‌شوند.

انواع نظام‌ها:
- فاضله: نظام‌های مبتنی بر شریعت و عدالت که هدفشان دستیابی به فضیلت، عدالت و سعادت دنیوی و اخروی است.
- تغلبیه: نظام‌هایی که بر اساس غلبه و زور شکل گرفته‌اند و اهداف الهی و انسانی را دنبال نمی‌کنند.

ویژگی‌های حکومت مطلوب:
- حاکمان حکیم: حاکمان باید از حکمت و فضایل نفس ناطقه برخوردار باشند.
- قوه مخیله قوی: حاکمان باید قوه تخیل قوی داشته باشند تا در شرایط مختلف، مطابق با شریعت عمل کنند.
- رعایت قسط و عدل: حاکمان باید در تدبیر جامعه، جانب قسط و عدل را رعایت کنند.
- معصومان: ابن مسکویه با توجه به تفکر شیعی خود، این شرایط را در معصومان می‌داند و در عصر غیبت، به حاکمان غیر حکیم نیز متصف می‌کند.

رهبری:
- رهبری حکیم: رهبری حکیم باید فردی باشد.
- رهبری غیر حکیم: رهبری غیر حکیم به حسب ضرورت می‌تواند فردی یا جمعی باشد.

خاستگاه حکومت:
- مقام ثبوت: در مقام ثبوت، حکومت ناشی از شریعت است.
- مقام اثبات: در مقام اثبات و تحقق خارجی، رضایت مردم در شکل‌گیری و بقای حکومت اساسی است.

مقبولیت اجتماعی:
- رابطه ابوت و نبوت: ابن مسکویه الگوی رفتاری مبتنی بر رابطه «ابوت و نبوت» را بین حکومت و مردم مطرح می‌کند. در این الگو، حکومت نقش پدری دلسوز و راهنما را دارد.
- مشارکت مردم: در این الگو نقش مشارکت مردم در قالب تعاون مدنی بیان می‌شود.
- نصیحت و انتقاد: اگر حکومت به وظیفه خود عمل کند، مردم آن را کمک می‌کنند و اگر تخطی کند، با نصیحت، انتقاد و مخالفت با آن رفتار خواهند کرد.

به‌طور خلاصه:
ابن مسکویه سیاست را ابزاری برای رسیدن به سعادت دنیوی و اخروی می‌داند و بر ضرورت وجود حکومت برای تحقق این هدف تأکید می‌کند. او حکومت مطلوب را حکومتی می‌داند که حاکمان آن از حکمت و فضایل برخوردار باشند، بر مبنای شریعت عمل کنند و به عدالت پایبند باشند. در عین حال، بر نقش مردم در شکل‌گیری و بقای حکومت و ضرورت مشارکت و نظارت آنها تأکید دارد. الگوی رفتاری مبتنی بر رابطه «ابوت و نبوت» بین حاکم و مردم، رویکردی نوآورانه و منحصربه‌فرد در اندیشه ابن مسکویه است.
.

## تحلیل ابن مسکویه از عفاف و حجاب
عفت به عنوان یک حالت درونی، فراتر از ظاهر و روابط بین‌فردی است و بر تمامی ابعاد زندگی فرد تأثیر می‌گذارد. این مفهوم شامل رفتارهایی مثل پوشش، حفظ فاصله‌های اجتماعی و نحوهٔ تعامل با دیگران، به ویژه با خداوند می‌شود. ابن مسکویه نگرشی پیچیده به کسب فضیلت مرتبط با اعمال بدنی و درون‌سازی تمایلات اجتماعی ارائه می‌دهد.
بر اساس دیدگاه او، پوشش به عنوان نمادی از عفت نه‌تنها می‌تواند فضایل را تقویت کند بلکه در ایجاد «منطقه فضیلت عمومی» و شکل‌دهی به رفتارهای مناسب جنسی برای همگان، از جمله مردان، نقش دارد. این امر می‌تواند به پیشگیری از هرج و مرج میل جنسی ناخودآگاه و تقویت نهاد خانواده کمک کند.

## سعادت از دیدگاه مسکویه
مسکویه سعادت هر موجودی را نیل به هدف خاص از خلقت ان می‌داند.

### سعادت و کمال انسان
اولین گام در مسیر سعادت پس از شناخت مفهوم ان، شناخت روح و روان انسان است. ابن مسکویه شناخت نفس را کلید دستیابی به سعادت، وسیله‌ای برای کسب اخلاق نیکو و منبع فضایل انسانی می‌داند. او انسان را مرکز دایره وجودی می‌شمارد و معتقد است که انسان وجود خود را به عنوان تجلی حکمت و قدرت آفرینش اثبات می‌کند. ابن مسکویه با استدلال بر تجرد نفس، معاد را نیز اثبات می‌کند و آن را جوهری جاوید و زنده تصور می‌کند که نه دچار مرگ می‌شود و نه نابودی. نفس را موجودی مستقل و غیرقابل انفصال از خود می‌داند و بر این اساس، حیات را به آن نسبت می‌دهد.
در مورد رابطه بین سعادت و کمال انسان، ابن مسکویه سه نظریه را بررسی می‌کند:
1. نظریه سعادت جسم: برخی معتقدند که سعادت در لذت‌های حسی نهفته است و انسان برای رسیدن به این لذات خلق شده است. ابن مسکویه این نظریه را نقد کرده و آن را متعلق به عوام می‌داند، چرا که لذات حسی غالباً با آلام همراهند و انسان در این لذات با حیوانات مشترک است.
2. نظریه سعادت روحانی: این نظریه بر کمال نفس تأکید دارد و طرفداران آن، سعادت را در فضایل اخلاقی چون حکمت، شجاعت و عدالت می‌دانند. آنان معتقدند که وضعیت جسمی مانند بیماری بر سعادت تأثیر ندارد.
3. نظریه سعادت جامع: این نظریه بر کمال هر دو بعد روح و جسم تأکید دارد و براین باور است که سعادت نهایی به تحقق تمامی کمالات روحی و جسمی بستگی دارد. ابن مسکویه این دیدگاه را تأیید می‌کند و آن را نگاهی جامع و همه‌جانبه به انسان و ابعاد وجودی او می‌شمارد.

ابن مسکویه با اشاره به ضرورت توجه به هر دو بعد جسمانی و روحانی، بر نقش تعالی در هر دو عرصه تأکید دارد. همچنین صدرالمتألهین اشاره می‌کند که تربیت صحیح جسم و توجه به نیازهای دنیوی و معنوی انسان، برای دستیابی به سعادت ضروری است. با پیشرفت علم و دانش، تأثیر و تأثر متقابل دو بُعد جسمانی و روانی انسان بیش از پیش به اثبات رسیده است.

### اقسام سعادت
ابن مسکویه با تأسیس بر مکتب ارسطو، برای سعادت سه نوع اصلی قائل است:
1. سعادت روان:

شامل ویژگی‌هایی چون:
- عدالت: برقراری تعادل اخلاقی و اجتماعی.
- شجاعت: برخورداری از قدرت و جسارت در مواجهه با چالش‌ها.
- فراگرفتن علوم و معارف: کسب دانش و حکمت.
- وصول به حکمت: دست‌یابی به بینش عمیق و شناخت صحیح.

1. سعادت تن:

شامل اوصاف جسمانی و سلامتی مانند:
- سلامت و تندرستی: داشتن جسم سالم و بدون بیماری.
- تناسب اندام: برخورداری از شکل و ساختار بدنی مناسب.
- زیبایی: داشتن زیبایی ظاهری.
- قدرت: توان جسمانی و مقاومت در برابر چالش‌ها.

1. سعادت بیرونی:

مرتبط با وضعیت اجتماعی و اقتصادی، شامل:
- احترام اجتماعی: اعتبار و جایگاه اجتماعی در جامعه.
- مال و ثروت: برخورداری از دارایی و رفاه مالی.
- دوستان خوب: داشتن ارتباطات مثبت و حمایتگر.

ابن مسکویه تأکید می‌کند که هیچ‌یک از این اقسام به تنهایی نمی‌تواند سعادت را تأمین کند و به همین دلیل، سعادت را امری مرکب و ترکیبی از این سه نوع می‌داند. همچنین، او بر اهمیت این نکته تأکید دارد که این اقسام دارای ارزش یکسانی نیستند و تأثیر متفاوتی بر تحقق سعادت دارند. این بخش نشان‌دهنده نگرش جامع و عمیق ابن مسکویه نسبت به مفهوم سعادت و ابعاد مختلف آن است.

### سعادت کامل یا کمال سعادت
ابن مسکویه معتقد است که کمال سعادت به اعتبار توانایی فکر و قوّه عقل و ادراک است. او تأکید می‌کند که سعادت تام و کامل از آنجا حاصل می‌شود که انسان بتواند از حکمت بهره‌مند شود و در مرتبه حکما قرار بگیرد. انسان دارای دو جزء حکمت است: حکمت نظری و عملی. کسی که از هر دو جهت به کمال رسید، حکیمانه خواهد بود.
ابن مسکویه بر این باور است که سعادت مندترین مردم و شریفترین آنها کسی است که خط او از این قوه ملکوتی زیادتر و کمال عقل وی تمام‌تر باشد. کسی که بر وی یکی از این دو قوه غالب شود، از مرتبه انسانیت وی کاسته می‌شود و تنزّل و سقوط می‌کند.
در مقابل، ابن مسکویه به سعادت مفهومی اشاره می‌کند که بیش از یک مؤلّفه دارد. او در این مورد می‌گوید که تلازم سعادت و علم از اموری است که پیشوایان معصوم نیز متذکر شده‌اند. جعفر صادق می‌گوید کسی که عالم نیست، سعادتمند شمرده شود، ناسازگار است.
ابن مسکویه همچنین مفهوم سعادت را چنین توصیف می‌کند: کسی که بهره و نصیب وی از حکمت بسیار است و جهات روحانیت بر جسمانیت او غالب شده در مرتبه روحانی‌ها قرار گرفته و از آنجا تمرکز و تمکن پیدا کرده، لطایف حکمت را از آن‌ها اخذ می‌کند.
مسکویه معتقد است که حکیم کسی است که به کمال نظری و عملی رسیده باشد. او همچنین تأکید می‌کند که دانایی و رذیلت را نتیجه جهل و دانایی می‌شمارد.

### عوامل و موانع سعادت
عوامل متعددی در دستیابی به سعادت نقش دارند، از جمله محیط اجتماعی، سیاسی، آموزشی و استعدادهای فردی مانند خلاقیت و هوشمندی. اما رابطه انسان با خود، مهم‌ترین عامل سعادت به‌شمار می‌رود. در این راستا، انسان باید ابتدا نسبت به نفس خود آگاه باشد و صفات رذیله را از قلب خود ریشه‌کن کند.
دانشمندان اسلامی موانع سعادت را ناشی از سه اصل اساسی می‌دانند:
1. جهل به معرفت نفس: عدم شناخت حقیقت وجودی خود.
2. حب مال و جاه: میل به شهوات و لذات دنیوی.
3. تسویلات نفس و فریب‌های شیطان: قضاوت نادرست دربارهٔ خوبی و بدی‌ها.

ابن مسکویه نیز چهار ویژگی مهم برای رسیدن به سعادت را معرفی می‌کند:
1. شناخت و معرفت.
2. حرص و نشاط در عبادت و خداشناسی.
3. یادگیری علوم و معارف.
4. حیا از جهل و نادانی.

همچنین، او چهار خصلت را به عنوان اسباب شقاوت معرفی می‌کند:
1. کسالت و سستی در انجام اوامر الهی.
2. جهل و نادانی ناشی از ترک تفکر و آموزه‌های اخلاقی.
3. وقاحت ناشی از پیروی از شهوات.
4. انغمار در معاصی و ترک توبه.

این صفات در شریعت به نام‌های مختلفی همچون «زیغ»، «رین»، «غشاوة» و «ختم» آمده‌اند. در نهایت، ابن مسکویه تأکید می‌کند که فلاسفه و اهل شریعت در اصول سعادت توافق دارند و اختلاف نظرات صرفاً در عبادات و لغات است.

### سعادت و اجتماع
انسان به‌طور طبیعی موجودی اجتماعی است و برای رسیدن به کمال و سعادت، نیاز به تعامل با دیگران دارد. مسکویه معتقد است که فضایل اخلاقی و اخلاق پسندیده بدون حضور در اجتماع و تعامل با دیگران نمی‌تواند شکوفا شود. او تأکید می‌کند که انسان برای رسیدن به کمال اخلاقی و سعادت، باید در جامعه زندگی کند و با دیگران تعامل داشته باشد.
مسکویه با اینکه ترک دنیا را توصیه می‌کند، اما این را به معنای روی گردانی از عمران و آبادی جامعه نمی‌داند. او معتقد است که انسان باید در جامعه زندگی کند و سعی کند با حرکت‌های دسته جمعی، جامعه را اصلاح کند. وی همچنین معتقد است که سعادت فردی منوط به سعادت جامعه است و هر فردی باید در پیشبرد سعادت خود و دیگران بکوشد.
مسکویه همچنین تصریح می‌کند که انسان به تنهایی نمی‌تواند به تمام فضایل اخلاقی عمل کند و بنابراین نیاز به جمعی از مردم است که در زمان واحدی گرد هم آمده و به هم دیگر در رسیدن به کمال یاری کنند. او همچنین تأکید می‌کند که انسان‌های راحت طلب و منزوی، عاری از فضیلت هستند و تن آسایی و راحت طلبی را از بزرگ‌ترین رذیلت‌ها می‌داند.
در پایان، مسکویه با استناد به حدیث پیامبر اکرم، جهاد در راه خدا را به عنوان رهبانیت امت اسلام معرفی می‌کند و تأکید می‌کند که انسان باید در جامعه زندگی کند و برای سعادت و کمال تلاش کند.

## عناوین و لقب‌ها
مسکویه، یکی از شخصیت‌های برجسته و تأثیرگذار در تاریخ فلسفه و علم اسلامی شناخته می‌شود. او در طول حیاتش به عنوان حکیم، فیلسوف اخلاق، مورخ، ریاضی‌دان، زبان‌شناس، ادیب، شاعر و نویسنده‌ای برجسته به حساب می‌آمد. این تنوع و وسعت دانش او باعث شد که نویسندگان گوناگون از او با عناوین و لقب‌های متعددی یاد کنند. لقب‌ها و عناوین مختلفی که به مسکویه داده شده است، گواه بر عمق، وسعت و تنوع دانش اوست.
1. حکیم و متکلم: او به عنوان یک فیلسوف عمیق و توانمند، در حوزه‌های مختلف فلسفی به ویژه فلسفه اخلاق شناخت عمیق داشت.
2. معلم سوم: مسکویه به عنوان «معلم سوم» پس از ارسطو و فارابی شناخته می‌شود. این لقب به دلیل نقش بی‌نظیر و تأثیر عمیق او در ترویج فلسفه اخلاق و حکمت در جهان اسلام به او اهدا شده است.
3. خازن و ندیم: او عنوان‌هایی همچون خازن (رئیس کتابخانه) و ندیم (همنشین) سران آل بویه را نیز داشت.
4. استاد فاضل و حکیم کامل: خواجه نصیر طوسی در کتاب «اخلاق ناصری» از او به عنوان «استاد فاضل و حکیم کامل» یاد کرده.Page text.[۸]

## آثار
ابوعلی مسکویه، فیلسوف و نویسنده ایرانی، آثار متعددی در حوزه‌های مختلف به جا گذاشته است که شامل کتاب‌ها، رسائل و قطعات شعری می‌باشد. آثار شناخته‌شده او شامل:
الف: آثار چاپی
1. تجارب‌الامم و عواقب الهمم: مشهورترین اثر تاریخی او.
2. ترتیب السعادات و منازل العلوم: منتشر شده تحت عناوین مختلف.
3. تهذیب‌الاخلاق: شامل نظریات وی در فلسفه اخلاق.
4. جاویدان خرد: حاوی حکمت‌ها و اندرزهای ایرانیان، هندیان و یونانیان.
5. رساله فی دفع الغم من الموت: بخشی از «تهذیب‌الاخلاق» با توجه به مرگ.
6. فوز الاصغر و فوزالسعاده: شامل مقالات و مسایل مرتبط با سعادت.
7. لغز قابس: بخش کوچکی از جاویدان خرد.
8. هوامل و الشوامل: شامل پرسش‌ها و پاسخ‌های او.

ب: آثار خطی
1. رساله فی ذکر الحجر الاعظم: ظاهراً در کیمیا.
2. رساله فی الکیمیاء: نسخه‌ای در کتابخانه خصوصی.
3. رسالة فی مائیة العدل: نگهداری شده در کتابخانه آستان قدس.
4. کتاب الاشریة: مربوط به داروشناسی.
5. کتاب فی ترکیب الباجات من الأطعمة.
6. الکنز الکبیر: در کیمیا.[۹]

## ماهیت و قوای نفس در اندیشه مسکویه
ابن مسکویه تأکید می‌کند که شناخت نفس و قوا و کمالات به عنوان مقدمه‌ای برای دستیابی به سجایای اخلاقی و انجام افعال پسندیده ضروری است. او به عنوان فیلسوف، انسان را موجود مرکب از دو بخش جسمی و روحانی می‌داند. این دو بخش با هم ارتباط نزدیکی دارند.
جسم و روح
ابن مسکویه معتقد است که انسان دارای دو بعد است: بعد جسمانی و بعد روحانی. بعد جسمانی با حیوانیت انسان در ارتباط است، در حالی که بعد روحانی با عالم بالا و ملائکه در تعامل است. این دو بعد از دیدگاه او، در کنار هم قرار دارند.
سه قوه نفس
قوه نفس سه‌گانه‌ای دارد که عبارتند از:
1. قوه شهویه: به جسم مربوط می‌شود و نیازهای جسمی انسان را تأمین می‌کند.
2. قوه غضبی: به تمایلات انسان مرتبط است، که شامل احساس غضب و عصبانیت است.
3. قوه عاقله: به خرد و خردمندی انسانی مربوط می‌شود، که نقش مهمی در تصمیم‌گیری و عملکردهای عملی انسان دارد.

ماهیت فضایل
ابن مسکویه بر این باور است که فضایل انسانی را باید از طریق سه قوه نفس بشناسیم. هر یک از سه قوه دارای سه فضیلت است:
1. عقل: فضیلت‌های عقل عبارتند از: علم، حکمت و بصیرت.
2. غضب: فضیلت‌های غضب عبارتند از: شجاعت، شهامت و مقتدر بودن.
3. شهوت: فضیلت‌های شهوت عبارتند از: خودداری، با تقوی و تهذیب.

هماهنگی قوا
ابن مسکویه بر این اعتقاد است که هماهنگی بین سه قوا به شکل صحیح منجر به فضیلت چهارم «عدالت» می‌شود. اگر یکی از قوا بر دیگری غلبه کند، باعث می‌شود که آن قوه دیگر در خدمت آن قوه دیگر قرار بگیرد.
تأدیب و تربیت
او معتقد است که برای دستیابی به سجایای اخلاقی و افعال پسندیده باید به شناخت و کسب فضایل بپردازیم. اگر انسان توانست با هماهنگی بین سه قوه به کمال برسد، در مسیر سعادت تشییع می‌شود.

## فضیلت و اقسام ان
فضیلت در اندیشه‌های فلسفی یونان، به‌ویژه در آثار ارسطو، مفهوم پیچیده‌ای است که به‌طور کلی به ویژگی‌های اخلاقی و نیکوکاری انسان مربوط می‌شود. ارسطو فضیلت را به‌عنوان حد وسط توصیف می‌کند، به این معنا که فضیلت نه افراط است و نه تفریط، بلکه اعتدال در میان دو رذیلت قرار دارد. برای مثال، شجاعت فضیلتی است که در میان ترس (رذیلت کمبود شجاعت) و بی‌پروا بودن (رذیلت افراطی بودن در شجاعت) قرار دارد.
ابن مسکویه، فیلسوف مسلمان و به‌ویژه در اخلاق شناخته‌شده، نظریات ارسطو را مورد پذیرش قرار داده و برای برداشت‌های خود شناخت عمیق‌تری از فضیلت ارائه می‌دهد. از نظر او، فضیلت نه تنها یک ویژگی اخلاقی فردی است، بلکه نشانه‌ای از کمال روحی انسان نیز می‌باشد. ابن مسکویه معتقد است که فضیلت در واقع نشانه‌ای از عقل انسان است که او را از سایر موجودات پایین‌تر متمایز می‌کند.
تقسیم‌بندی فضایل:
ابن مسکویه فضایل را به چهار دسته عمده تقسیم می‌کند:
1. عفت: شامل خودداری و کنترل نفس.
2. شجاعت: شامل قدرت رویارویی با ترس و تهدید.
3. حکمت: نشانه‌ای از بصیرت و توانایی شناخت درست و نادرست.
4. عدالت: به عنوان فضیلتی که در روابط اجتماعی بین انسان‌ها اهمیت دارد.

ابن مسکویه به‌ویژه بر فضیلت عدالت تأکید دارد و آن را به‌عنوان عنصری کلیدی در اخلاق انسانی می‌داند. او عدالت را نه تنها به عنوان یک فضیلت فردی، بلکه به عنوان یک اصل اجتماعی و عمومی که شامل کلیه فضایل و حسنات اخلاقی است، معرفی می‌کند. به عقیده او، عدالت زمانی به وجود می‌آید که انسان بتواند قوا و صفات خود را متعادل کند و آن را در روابط اجتماعی خود به‌کار برد.
مدل فکری ابن مسکویه در اخلاق به‌گونه‌ای است که فضایل انسانی باید در جامعه بروز یابند. او بیان می‌دارد که هر فرد باید عدالت را در وجود خود نهادینه کند تا بتواند آن را در خانواده، شهر و جامعه پیاده کند. در این راستا، عدالت به یک هنجار اجتماعی تبدیل می‌شود که از تجربیات و معرفت عقل انسان نشأت می‌گیرد.
نکته مهم در نظریه ابن مسکویه این است که او به جای تقید به قضاوت عقل محض، می‌گوید شریعت الهی باید معیار تشخیص حد وسط فضائل باشد. به عقیده او، قوانین الهی نشان‌دهنده وحدت و تمامیت فضیلت‌های انسانی هستند و عادل حقیقی باید با این قوانین آشنا باشد تا بتواند در مقام قضاوت و مدیریت اجتماعی به درستی عمل کند.
به‌این‌ترتیب، ابن مسکویه به پیوند میان انسان و اجتماعی که در آن زندگی می‌کند تأکید می‌کند و فضایل را به‌عنوان ویژگی‌هایی می‌داند که در تعامل با دیگران تجلی می‌یابند و بدون مشارکت در جامعه، نمی‌توانند به کامل‌ترین شکل خود برسند. این رویکرد به اخلاق و فضیلت، کانون توجه ایده‌های فلسفی اسلامی را تشکیل می‌دهد و نقاط شباهتی با اندیشه‌های ارسطو و دیگر فیلسوفان دارد.

## معناشناسی محبت

### معنای محبت از نظر ابن مسکویه و مقایسه با ارسطو
در بررسی مفهوم «محبت»، مشخص شده است که حقیقت آن فراتر از واژه‌هاست، با این حال در حوزه‌های مختلفی از جمله روان‌شناسی، عرفان، فلسفه، اخلاق و دین، به عنوان یک مفهوم کلیدی و مطلوب در بهبود روابط فردی و اجتماعی و ارتباط با خدا و جهان هستی شناخته می‌شود.
ابن مسکویه در تحلیل خود از محبت، آن را به‌عنوان یکی از فضایل و عاملی برای برقراری ارتباط قوی میان افراد، چه زیاد و چه کم، معرفی می‌کند. او در مقاله پنجم کتاب تهذیب با پرهیز از تعریف لغوی یا اصطلاحی، به بررسی انواع و اسباب محبت پرداخته و بین محبت، الفت، صداقت (دوستی) و عشق تمایز قائل می‌شود.
در مقابل، ارسطو چندان به تفکیک واژه‌ها نمی‌پردازد و تحت واژه «فیلیای» که به محبت و دوستی ترجمه می‌شود، جنبه‌های مختلف محبت و خصائص آن را گردآوری کرده است. به زعم او، این واژه نشان‌دهنده خیرخواهی، نیکوکاری و محبت بشر است.

### انواع محبت
مفهوم محبت از جنبه‌های مختلفی قابل تقسیم‌بندی است: گاه براساس جنبه روانی یا عقلانی و گاه بر اساس معنا و متعلقش. محبت می‌تواند به حقیقی و مجازی تقسیم شود و همچنین طبق نوع ادراک، به محبت‌های حسی، خیالی و عقلی تقسیم‌بندی شود.
ابن مسکویه در این زمینه معتقد است که محبت ناشی از کشش و جاذبه وجودی است که موجودات را به کمال خود آشنا می‌کند. این جاذبه در گونه‌ها و مراتب مختلف تفاوت دارد؛ به‌طوری‌که ممکن است تحت عناوین دیگری غیر از محبت نامیده شود. او برای تمایز محبت از «الفت» (خو گرفتن) در حیوانات و از «میل طبیعی» در جمادات و گیاهان استفاده می‌کند.
ابن مسکویه محبت را به‌عنوان یک نوع ارادی در انسان معرفی می‌کند که بر اساس انتخاب و خواست او صورت می‌گیرد، نه به‌عنوان یک احساس طبیعی یا تکوینی. او چهار نوع محبت را بیان می‌کند:
1. محبت زودگذر و سریع که ناشی از لذت‌جویی است.
2. محبت که به‌کُندی ایجاد می‌شود و به‌سرعت از بین می‌رود، که مبتنی بر نفع است.
3. محبت ناشی از خیر که به‌سرعت به وجود می‌آید ولی به آهستگی از بین می‌رود.
4. محبت ترکیبی که خیر یکی از عوامل آن است و هم به‌کُندی ایجاد و هم به‌کُندی از بین می‌رود.

این تقسیم‌بندی از دیدگاه ابن مسکویه نشان‌دهنده تنوع در انگیزه‌ها و نوع ارتباطات انسانی است و به نقش محبت در زندگی اجتماعی و فردی اشاره می‌کند.

### مراتب محبت
ابن مسکویه میان مفاهیم «محبت»، «الفت»، «دوستی» و «عشق» تفاوت قائل شده و آن‌ها را به‌عنوان درجات مختلف محبت می‌شمارد. از نظر او، محبت عنوان عامی است که «الفت» به‌عنوان پایین‌ترین مرتبه آن، به محبتی که بین حیوانات وجود دارد، اطلاق می‌شود. «دوستی» مرتبه‌ای بالاتر است که شامل انواع و مراتب گوناگونی است و با استفاده از واژه «صداقت» به‌عنوان محبت راستین و خالص که در آن فرد درصدد فراهم کردن راحتی و انجام کارهای نیک برای دوستش می‌باشد، توضیح داده می‌شود.
عشق بالاترین و شدیدترین مرتبه محبت است که به افراط در محبت اشاره دارد و تنها بین دو نفر ممکن است اتفاق بیفتد. ابن مسکویه همچنین محبت انسان به خدا، استاد، فرزند، برادر و خواهر را از نظر شدت و ضعف درک می‌کند و معتقد است که محبت الهی بالاترین نوع محبت است که در ارتباط با شناخت و صفای نفس فرد برقرار می‌شود.
در مقایسه با ارسطو، که دوستی را تنها در روابط انسانی بررسی می‌کند و به محبت با خدا اعتقادی ندارد، ابن مسکویه محبت استاد به شاگرد را مشابه محبت الهی می‌داند و به‌خاطر تأثیر مثبت استاد در هدایت شاگرد به سعادت، این محبت را بر محبت‌های جسمانی برتری می‌دهد.
محبت به فرزندان را نیز مشابه محبت علت به معلول می‌داند، در حالی که محبت فرزندان به والدین معمولاً کمتر است. ابن مسکویه تأکید می‌کند که هر خردمندی باید موقعیت مناسب افراد را بشناسد و براساس آن محبت را در میان آن‌ها توزیع کند تا عدالت حفظ شود. .